# Staatsaanleg van spoorwegen in Nederland
In de eerste decennia van spoorwegaanleg in Nederland was dit voornamelijk op particulier initiatief. Alleen de spoorlijn Amsterdam – Utrecht – Arnhem, onderdeel van de spoorlijn Amsterdam - Elten (Rhijnspoorweg), was op initiatief van de Staat aangelegd tussen 1843 en 1845. Tot in de jaren vijftig van de 19e eeuw waren enkele hoofdspoorlijnen aangelegd, maar vergeleken met de omringende landen was er inmiddels een grote achterstand ontstaan. Daar waren al grote spoorwegnetten aan het ontstaan, terwijl in Nederland de aanleg stagneerde.
Het kabinet-Rochussen diende in 1860 een wetsvoorstel in inzake de aanleg en exploitatie van de Noorder- en Zuiderspoorweg. Dit werd door de Eerste Kamer verworpen, waarna het kabinet viel. Het kabinet werd opgevolgd door het kabinet-Van Hall-Van Heemstra dat er wel in slaagde een Spoorwegwet tot stand te brengen. Er kwam daardoor spoorwegaanleg van staatswege, terwijl de wijze van exploitatie later bij wet zou worden geregeld.

## Staatsaanleg volgens de wet van 1860
Volgens de wet van 18 augustus 1860 werden van Staatswege de volgende spoorwegen aangelegd:
- Lijn A
Arnhem – Zutphen – Deventer – Zwolle – Leeuwarden
Geopend 1865-1868.
Zie ook: IJssellijn (Arnhem – Zwolle).
- Lijn B
Harlingen – Leeuwarden – Groningen – Nieuweschans – Duitsland
Geopend 1863-1876.
Zie ook: Noordelijke Nevenlijnen.
- Lijn C
Groningen – Meppel
Geopend 1870.
- Lijn D
Zutphen – Hengelo – Enschede – Duitsland
Geopend 1865-1875.
- Lijn E
Maastricht – Roermond – Venlo – Eindhoven – Breda
Maastricht – Venlo geopend 1865.
Venlo – Eindhoven geopend 1866.
Breda – Eindhoven geopend 1863-1866.
- Lijn F
Roosendaal – Vlissingen
Geopend 1863-1873.
Zie ook: Zeeuwse Lijn.
- Lijn G
Venlo – Duitsland
Geopend 1866.
- Lijn H
Utrecht – 's-Hertogenbosch – Boxtel
Geopend 1868-1870.
- Lijn I
Breda – Rotterdam
Geopend 1866-1877.
- Lijn K
Nieuwediep – Alkmaar – Amsterdam
Geopend 1865-1878.
Zie ook: Zaanlijn.

De lijn Den Helder – Alkmaar – Amsterdam (Lijn K) werd in exploitatie gegeven aan de reeds bestaande HSM. Voor de exploitatie van de overige lijnen werd op 26 september 1863 in Den Haag een particulier bedrijf opgericht: de Maatschappij tot Exploitatie van Staatsspoorwegen, kortweg Staatsspoorwegen (SS). Een belangrijke rol bij de aanleg van veel van deze lijnen (evenals bij de hieronder vermelde lijnen was ir. Nicolaas Hendrik Nierstrasz. 

## Staatsaanleg volgens de wetten van 1873 en 1875
Volgens de wet van 21 mei 1873 werden aangelegd:
- Lage Zwaluwe – Zevenbergen
Geopend 1876.
- Arnhem – Nijmegen
Geopend 1879.

Volgens de wet van 10 november 1875 werden aangelegd:
- Nijmegen – Venlo
Geopend 1883.
Zie ook: Heilige Lijn/Maaslijn.
- Elst – Dordrecht
Geopend 1882-1885.
Zie ook: Betuwelijn.
- Amersfoort – Nijmegen
Geopend 1886.
- Lage Zwaluwe – 's-Hertogenbosch
Geopend 1886-1890.
Zie ook: Langstraatspoorlijn.
- Schiedam – Hoek van Holland
Geopend 1891-1893.
Zie ook: Hoekse Lijn.
- Zwolle – Almelo
Geopend 1881.
- Groningen – Delfzijl
Geopend 1884.
Zie ook: Noordelijke Nevenlijnen.
- Leeuwarden – Stavoren
Geopend 1883-1885.
Zie ook: Noordelijke Nevenlijnen.
- Veerdienst Enkhuizen - Stavoren
Geopend 1885.
- Zaandam – Enkhuizen
Geopend 1884-1885.

De lijnen Amersfoort – Nijmegen, Schiedam – Hoek van Holland en Zaandam – Enkhuizen werden in exploitatie gegeven aan de HSM. De overige lijnen werden in exploitatie gegeven aan de SS.

## Latere staatsaanleg
- Eindhoven – Weert
Geopend 1913.
- Heerlen – Valkenburg
Geopend 1914.
Zie ook: Heuvellandlijn.
- Schaesberg – Simpelveld
Geopend 1934 (alleen goederenvervoer), 1949 (reizigersvervoer).
Zie ook: Miljoenenlijn.
- Gouda – Alphen aan den Rijn
Geopend 1934.
Zie ook: RijnGouwelijn.
- Haren – Waterhuizen aansluiting
Geopend 1921 (alleen goederenvervoer).
- Noord Scharwoude – Noord Scharwoude Dorp
Geopend 1915 (alleen goederenvervoer).

De lijn Noord Scharwoude – Noord Scharwoude Dorp (zijtak van Lijn K) werd in exploitatie gegeven aan de HSM. De lijnen Eindhoven – Weert en Heerlen – Valkenburg werden in exploitatie gegeven aan de SS. Bij de opening van de lijnen Schaesberg – Simpelveld en Gouda – Alphen aan den Rijn werd het spoorwegnet inmiddels geëxploiteerd door de Nederlandse Spoorwegen (NS).